# 獅子航空610號班機空難
狮子航空610号班机是由印尼狮子航空运营的从雅加达蘇加諾-哈達國際機場飞往邦加檳港德帕蒂·阿米尔机场的国内定期客运航班。于2018年10月29日清晨6:20分从蘇加諾-哈達國際機場起飞13分钟后坠毁。在爪哇岛海岸外的爪哇海发现飞机残骸。官员预测恐怕機上所有181名乘客和8名机组人员都不幸已经罹难，僅1天後，印尼官方公布已經尋獲了24具遺體和飛機殘骸，證實610班機已經墜毀印尼爪哇海，機上無人生還。11月1日印尼交通部长布迪·苏马迪希望澳大利亚就狮航公司空难后临时禁止乘坐该公司航班作出解释。

## 背景
印尼狮子航空有着极坏的安全纪录，其航班曾被欧盟加入黑名单，禁止进入欧盟。另一方面，印尼民航业的安全记录也很差，民航事故频发。根据2018年的数据，在之前20年印尼曾有超过600人因空难丧生。美国联邦航空管理局在2016年将印尼的航空安全分级分为最危险的“1”类。

## 失事飛機
失事飛機註冊編號為PK-LQP的波音737MAX8，機齡0.2年（2个月），使用2台CFM LEAP-1B25发动机，由中国中民投租赁公司擁有，於2018年7月30日首飛，同年8月13日租賃予狮子航空，8月18日投入服務，該飞机最大可以容纳210名乘客。事故发生时，飞机已经飞行了约800小时。這是737 MAX自2017年投入服務以來的首次事故，也是涉及到737机型中伤亡人数最多的空难。11月1日上午印尼交通部说，失事狮航客机的首个黑盒子已被成功打捞出水。

## 航班信息
据《海峡时报》报道，飞机上有181名乘客，包括178名成人和3名儿童，还有6名机组人员和2名飞行员。狮子航空确认该航班的机长是1名31歲印度公民，已经在该公司飞行了7年多，飞行经验大约6,000小时，副驾驶哈維諾（Harvino）为印度尼西亚人，41歲，飞行经验大约5,000小时。在机上有两名外籍人士，来自印度31岁的机长巴耶·苏内扎（Bhavye Suneja）以及26岁的義大利籍前职业自行車選手安德烈亚·曼弗雷迪。
乘客中有20名印度尼西亚财政部的雇员、10名印度尼西亚审计委员会的雇员、7名来自邦加-勿里洞省地区人民代表委员会成员、2名金融与发展监督处的审计员、3名检察官及3名法官（两人来自邦加槟港高等法院、1人来自高木地方法院）；隨著11月1日首名遇難者確認為印尼能源與原物料部的公務員，使得具官方背景的乘客數量逼近50人。

## 事故经过
航空編號JT610的客機在當地清晨6:20分，由雅加達起飛，原定1小時後到邦加槟港，但客機在6:33分與塔台失去聯絡。根據航空追蹤網站Flightradar24顯示，飛機“在失踪之前爬升到大约5,000英尺（1,524米），后重新恢复高度，最终坠入大海。最后记录显示飞机处于3,650英尺（1,113米）高，速度上升至345节。”

## 事故后续

### 救援
印尼国家搜救署在国家空军的援助下开展了搜救行动。民用船只也对1架坠毁飞机的报道作出回应，一艘拖船AS Jaya II的船员向当局报告，他们目睹飞机在早上6:45分坠毁，并在上午7:15分在水上发现飞机碎片。该机构的一位发言人向记者证实，飞机已经坠毁，直到大约上午9点的时候，官员说还没有机上的具体信息。
11月1日，首名遇難者經指紋比對已確認為來自東爪哇蘇達約年24歲的扎娜敦·卿雅·德薇（Jannatun Cintya Dewi），是印尼能源與原物料部在雅加達的公務員。
11月3日，搜索行動的指揮官Isswarto上校表示，48歲的潛水員夏魯·安托（Syachrul Anto）於2日協助搜索客機殘骸和罹難者遺體期間，疑因出現潛水減壓症（Decompression）不幸身亡。

速度與高度記錄圖
飛行路線圖

### 调查
巴厘岛机场的负责人表示，此架飞机於10月28日執行JT43航班，从巴厘岛載客返回雅加達的飞行过程中，飞机起飞不久飞行员即请求返回机场。當時飞行控制系统曾险些导致飞机失控，驾驶舱内一名「搭便机」的轮休飞行员正确诊断出问题，并让当班机组人员及时切断驱使飞机俯冲的水平安定面的配平电门並將飛機控制權交予副機師，排除了险情，避免了事故发生。當時搭乘此航班的兩名乘客表示，飛機發生多項令人煩惱和驚恐的問題。乘客之一的阿隆·索坦托（Alon Soetanto）接受印尼電視台tVOne訪問時表示，飛機剛起飛的數分鐘內，曾數度突然下墜。
是次航班的另一位乘客蒂雅·玛达妮（Diah Mardani）接受采访时说，飞机突然下坠，而后爬升，而后更剧烈地坠落并摇晃，客舱内气氛非常紧张，出事航班的飞行员在起飞后不久同样发出了返回机场着陆的请求。从航班状态监测网站上的数据来看，这两个航班在起飞后都出现了非常严重的高度和速度不稳定，但是这些数据还要通过飞机的黑盒子确认。印尼的Tempo新闻网发出的失事航班与塔台间精确到分钟的对话内容显示，飞行员曾报告有飞行控制问题，且难以确定飞机所处高度。
来自美国国家运输安全委员会的小组，包括波音公司的专家已经加入了调查。印度尼西亚交通部适航主管亚必·利扬托（Avi Riyanto）称，已经对所有正在服役的波音737 MAX 8进行检查，并将密切监视印尼其他使用波音737 MAX的航班，如果出现值得注意的问题，可能会做更多检查，如必要会将它们停飞。
据印尼国家运输安全委员会，失事客机在最后4次飞行时，飞行仪表已经发生故障，其中一次影响了攻角传感器和空速指示器的操作，失事航班出现了其中一个攻角传感器输入读数错误。据报道，狮航机务人员在接到攻角传感器数据不可靠的报修后，仅采取了清理管路的不当维修操作。根据空难的初步调查结果，制造商波音于11月6日发表声明称，将向飞机运营商发布操作手册通告 （页面存档备份，存于），告知运营商如何处理攻角传感器输入错误读数的情况。波音通过调查发现，在空难发生时，由于错误的传感器数据，飞机防失速系统误以为是在失速（气流平衡被破坏）状态，波音737 Max客机自动降低机头，飞行员却无法使飞机从机头持续俯冲的状态中抬升，导致坠机。根据波音发布的通告，美国联邦航空管理局于7日对737 MAX 8发布适航指令，警告受影响的美国航空公司和外国适航主管部门。
之後在4月4日公布的衣索比亞航空302號班機空難初步報告中，提及衣索比亞航空的機師曾執行多次上述波音發佈的操作手冊通告，但無補於事。
印尼當局於2019年10月25日發佈印尼獅子航空JT610號班機空難最終調查報告，報告指出波音737MAX客機的機動特性增強系統「MCAS」因過於依賴單一攻角感測器，因此容易發生故障，飛機上的感測器亦在空難發生前的維修未有正確校準，報告亦指出因客機欠缺展示墜機情況下的「MCAS」會如何運作的文件，此外，誤算機長如何反應、機組人員缺乏溝通及人手操作、駕駛艙內的警報和干擾亦是這場空難的原因。

### 取消订单
2019年3月22日，印度尼西亚鹰航空公司宣布取消价值49亿美元的波音737MAX客机订单。

### 賠償
2019年9月，波音跟部分狮子航空610号班机空難的遇难者家属达成了赔偿协议，每人赔偿120万美元，这是出事以来波音与受害者家属达成的首个赔偿协议。

### 慰问
马来西亚首相马哈迪·莫哈末在推文表示，当获知这个空难事件后，感到非常震惊，这是令人心痛的悲剧。
|  | 对於编號JT610印尼狮航客机今早坠毁在雅加达北部的邦加檳海域，我感到非常悲痛和震惊。我向这起事故的罹难者家属表达深切哀悼。 |

## 影視作品
- 此次事故被拍攝成空中浩劫第二十一季第四集「Grounded: Boeing Max 8」（雛鷹折翅）[45][46]。
- 2022年2月，Netflix播出了由Rory Kennedy（英语：Rory Kennedy）執導的墜：波音大調查。電影中講述了有關導致獅子航空610号班机空難與埃塞俄比亞航空302號班機空難的起因，同時亦探討波音與兩宗空難的關係[47]。

### 类似事故
- 澳洲航空72号班机事故：空中客车A330-300自新加坡往澳大利亚珀斯途中因攻角传感器故障导致飞机电脑中的防失速保护系统启动，从而导致飞机两次发生俯冲。最终飞机紧急迫降在里尔蒙斯机场，机上303人中有115人受伤。
- 土耳其航空981號班機空難 - 因貨艙艙門於半空發生爆炸減壓，導致液壓管線全毀，飛機最終以時速800公里高速撞向森林。機上346人全部在此次事故中罹難。

### 相同机型事故
- 埃塞俄比亚航空302号班机空难：波音737MAX-8自亚的斯亚贝巴往内罗毕在起飞后6分钟坠毁，机上157人全部罹难。涉事飞机于2018年10月30日首飛，同年11月15日交付，机龄仅4个月。事件發生後4天，全数374架[48]波音737 MAX系列客机均被停飞。